# Oecetis kolobota
Oecetis kolobota là một loài Trichoptera trong họ Leptoceridae. Chúng phân bố ở miền Australasia.